# HOT SNOW
『HOT SNOW』（ホット スノー）は、2011年に公開された日本映画。ジャニーズJr.内ユニット・Mis Snow Manが初主演を務める。監督は、関西テレビのドラマ誰も知らないJ学園の演出を担当したメディアプルポの高山浩児。本作品が映画初監督作品となる。

## 概要
当初、2011年3月26日公開予定だったが2011年3月11日に発生した東北地方太平洋沖地震の影響で公開が延期され、2011年7月9日公開となった。また当初、上映はT・ジョイ大泉とT・ジョイ京都のみとなっていたが、ティ・ジョイの関連劇場をはじめ追加上映により、全国15館で上映された。
2012年2月29日にDVD及びBlu-ray Discを発売。2月28日付オリコンデイリーランキング（映画DVD部門）で第1位を獲得し、2012年3月12日付オリコン週間（映画DVD部門）でも第1位、（DVD総合）第10位、（Blu-ray総合）第8位を記録した。

## ストーリー
2011年3月、ダンスが大好きな花柳高校2年の山口鷲、清水渉、土井宗司、龍崎彰彦は4人で屋上にいたところ、25年前の1986年にタイムスリップしてしまう。そこで出会ったのが当時の花柳高校2年生の山口徳昭、丹野史也、林勇、冷泉正克だった。この4人もダンスが好きなことから、意気投合する8人。徳昭の彼女・美南が留学することとなり、それを応援するために8人でダンスを披露することとなる。

## 登場人物
現代（2011年）
- 山口鷲（やまぐち しゅう） - 真田佑馬

ダンスが好きだったが、母親が病気で急死をキッカケにダンスを辞めてしまう。また、仕事が忙しくて家に不在がちな父親との間には深い溝があった。
- 清水渉（しみず わたる） - 渡辺翔太

高校1年生の時、鷲がダンスをしているのを見てからダンスを始める。
- 龍崎彰彦（りゅうざき あきひこ） - 阿部亮平
- 土井宗司（どい そうじ） - 佐久間大介

25年前（1986年）
- 山口徳昭（やまぐち のりあき） - 野澤祐樹、中根徹（現代）

足を怪我したことでダンスを諦めてしまう。
- 林勇（はやし いさむ） - 岩本照、北嶋テツヤ（現代）
- 丹野史也（たんの ふみや） - 深澤辰哉、佐藤浩之（現代）
- 冷泉正克（れいぜい まさかつ） - 宮舘涼太、深来勝（現代）
- 美南（みなみ） - 伊藤れいこ、伊佐美紀（現代）

徳昭の彼女。通訳になるのが夢でアメリカへ留学を決めている。

## スタッフ
- 監督：高山浩児
- 原作者：ひかわかよ
- 脚本：ひかわかよ
- 音楽：濱田貴司
- 製作：メディアプルポ